# 成瀬理沙
成瀬 理沙（なるせ りさ、1993年8月13日 - ）は、日本のタレント、元AV女優、アイドルグループ・AKB48、なないろファンタジーの元メンバーである。神奈川県出身。

## 略歴
2007年5月27日、「AKB48 第一回研究生（4期生）オーディション」に合格。2008年3月24日放送の『ON8』(bayfm) で研究生から旧チームKへ昇格することが発表された。成瀬より先に昇格していた同期の佐伯美香と倉持明日香はともに当時高校生であったため、現役中学生の昇格は当時中学2年生だった成瀬が初めてであった。
2009年4月8日の公式ブログで、椎間板ヘルニアの治療のため活動を休業することが発表された。一時は回復するも激しい運動ができない状態が続き、2009年5月24日にAKB48を卒業する。8月23日に開催された「読売新聞創刊135周年記念コンサート AKB104選抜メンバー組閣祭り」の昼公演で、同日付で卒業した佐伯、8月26日付でSKE48を卒業した高井つき奈とともに卒業セレモニーを催した。
2010年8月15日に原宿アストロホールで開催された「GIRLs-RockPop stadium」で、なないろファンタジーとしての活動を開始する。2012年2月14日にverus entertainmentと業務提携を結ぶ。のちにverus entertainmentの公式ホームページからプロフィールが削除され、ブログは2013年8月12日、Twitterは同年9月1日を最後に更新されなかった。
2013年10月に芸名を逢坂はるなと変更し、MUTEKIよりAVデビューする。2014年にアイデアポケット、2015年よりSODクリエイトと専属先を移籍し、2017年からOPPAI専属となった。
デビュー時期は胸のサイズがDカップだったが、2017年現在の時点ではGカップとなっている。
2017年に一度引退し、2019年5月に女優復帰を宣言するも、2019年7月に所属事務所であったティーパワーズを退所する。以後は成瀬理沙として活動を開始する。
2022年9月、お笑いコンビ・カミナリの竹内まなぶと結婚式を挙げた事を報告。竹内の結婚相手が成瀬であることは報告する前までは非公開であった。

## 人物
AKB48時代の同期の倉持明日香、佐藤亜美菜、出口陽と合わせて4人で本人たちは「Team 4」と呼んでいた。
初体験は17歳。2017年以降の撮り下ろし作品では下半身を全剃毛している。
性格は「グイグイ話しかけていく性格」であると自己分析。
かつての芸名であった「逢坂」は地名ではなく、アニメ『とらドラ!』ヒロインの名字が由来である。

## AKB48在籍時の劇場公演ユニット曲
ひまわり組 1st Stage「僕の太陽」
- 向日葵
※秋元才加のスタンバイ。

 ひまわり組 2nd Stage「夢を死なせるわけにいかない」
- Confession
※秋元才加のスタンバイ。ただし、一部演目では秋元とのダブルキャストの出演の場合もあり。

 チームB 2nd Stage「会いたかった」
- 涙の湘南
- リオの革命
※浦野一美のアンダー

 チームK 4th Stage「最終ベルが鳴る」
- リターンマッチ

チームB 3rd Stage「パジャマドライブ」
- 鏡の中のジャンヌ・ダルク
※指原莉乃（瓜屋茜不在時）のアンダー

 チームB 4th Stage「アイドルの夜明け」
※柏木由紀の全員曲アンダー
 チームK 5th Stage「逆上がり」
- 愛の色
※休業中であったため、実際に出演したことはない。

## 出演

### テレビ
- すイエんサー（2009年4月21日・5月12日、NHK教育）
- チェンジ（2012年4月6日 - 、テレビ愛知）
- ハコニワ（2012年5月、東京インターネット放送局）

### インターネット配信
- トイズハートプレゼンツ「とりあえずナマで！」（2019年7月6日、Youtube トイズハートチャンネル） - 第15回ゲスト[13][14]

### ラジオ
- AKB48 明日までもうちょっと。（2009年2月2日、文化放送）
- 松下唯・成瀬理沙の発信しちゃお！（2012年4月1日 - 2013年1月27日、レインボータウンFM）

## 作品

### アダルトビデオ
| 発売日   | タイトル                                                                                  | 規格品番 | メーカー           | 備考                                     |
| 2013年   | 2013年                                                                                    | 2013年   | 2013年             | 2013年                                   |
| -------- | ----------------------------------------------------------------------------------------- | -------- | ------------------ | ---------------------------------------- |
| 10月1日  | 国民的アイドル 逢坂はるな                                                                 | TEK-052  | MUTEKI             | アダルトイメージビデオ。本番行為がない。 |
| 2014年   |                                                                                           |          |                    |                                          |
| 1月1日   | 国民的アイドルSEX解禁 逢坂はるな                                                          | TEK-057  | MUTEKI             | 擬似性交，張形や前貼り等を使用。         |
| 4月19日  | FIRST IMPRESSION 80                                                                       | IPZ-369  | アイデアポケット   |                                          |
| 5月19日  | 国民的アイドル 初顔射解禁！ 逢坂はるな                                                    | IPZ-387  | アイデアポケット   |                                          |
| 6月19日  | 制服アイドル 逢坂はるな                                                                   | IPZ-402  | アイデアポケット   |                                          |
| 7月19日  | 逢坂はるなの濃厚な接吻とSEX                                                               | IPZ-418  | アイデアポケット   |                                          |
| 8月19日  | 国民的アイドル 大失禁、大絶頂、大潮噴き 逢坂はるな                                        | IPZ-432  | アイデアポケット   |                                          |
| 9月19日  | 世界最高級ソープへようこそ 逢坂はるな                                                     | IPZ-450  | アイデアポケット   |                                          |
| 10月19日 | デリバリーSEX アナタの自宅に国民的アイドル逢坂はるなをお届けします                        | IPZ-467  | アイデアポケット   |                                          |
| 11月19日 | 犯された国民的アイドル 奪われた純潔、壊された偶像 逢坂はるな                              | IPZ-481  | アイデアポケット   |                                          |
| 12月19日 | 彼女の姉貴とイケナイ関係 逢坂はるな                                                       | IPZ-494  | アイデアポケット   |                                          |
| 2015年   |                                                                                           |          |                    |                                          |
| 1月19日  | 限界大量潮噴きギリギリアクメ 逢坂はるな                                                   | IPZ-512  | アイデアポケット   |                                          |
| 8月19日  | 夫の目の前で犯されて 逢坂はるな                                                           | IPZ-614  | アイデアポケット   |                                          |
| 10月22日 | 逢坂はるな SOD移籍×中出し解禁                                                             | STAR-630 | SODクリエイト      |                                          |
| 11月26日 | 逢坂はるなちゃんタオル一枚男湯入ってみませんか？HARD                                      | STAR-636 | SODクリエイト      |                                          |
| 12月24日 | 逢坂はるな 性感エステ×フルコース 10コーナー240分SP                                        | STAR-643 | SODクリエイト      |                                          |
| 2016年   |                                                                                           |          |                    |                                          |
| 1月21日  | 逢坂はるな 妊娠淫語 子宮で感じる孕ませ中出しSEX                                           | STAR-650 | SODクリエイト      |                                          |
| 2月18日  | 逢坂はるな 隣の部屋のあの子が僕の大好きなアイドルだった！でも素顔は…超～ドSな変態痴女！？ | STAR-658 | SODクリエイト      |                                          |
| 3月17日  | 最高にエッチで可愛い逢坂はるながアナタの妹になってラブラブ近親相姦生活                    | STAR-666 | SODクリエイト      |                                          |
| 4月21日  | 逢坂はるな 性欲、覚醒 チ○ポを欲しがる肉欲淫乱4本番                                        | STAR-674 | SODクリエイト      |                                          |
| 5月26日  | 逢坂はるな×完全ガチンコ素人 童貞初挿入                                                    | STAR-682 | SODクリエイト      |                                          |
| 6月23日  | 逢坂はるな 人妻緊縛開眼 夫のいない自宅に男を連れ込み快楽を貪る欲求不満妻                  | STAR-690 | SODクリエイト      |                                          |
| 7月21日  | 逢坂はるな 6つのシチュエーションで魅せる元国民的アイドルの卑猥な尻                        | STAR-697 | SODクリエイト      |                                          |
| 8月18日  | 逢坂はるな あなたの耳元で優しくささやくメンズエステサロン                                 | STAR-705 | SODクリエイト      |                                          |
| 9月22日  | 逢坂はるな 初めての16人20連発中出し                                                       | STAR-713 | SODクリエイト      | SOD卒業作品                              |
| 2017年   |                                                                                           |          |                    |                                          |
| 5月13日  | 監禁オイルマッサージ 鬼イカせ中出しレイプ 逢坂はるな                                      | WANZ-627 | ワンズファクトリー |                                          |
| 6月13日  | 逢坂はるなの凄テクを我慢できれば生★中出しSEX！                                            | WANZ-628 | ワンズファクトリー |                                          |
| 8月1日   | 彼女のお姉さんは巨乳と中出しOKで僕を誘惑 逢坂はるな                                       | PPPD-580 | OPPAI              |                                          |
| 9月13日  | スペンス乳腺開発クリニック 逢坂はるな                                                     | PPPD-588 | OPPAI              |                                          |

- お願いです、私と不倫して下さい！ 土方に襲われ性に目覚めた若妻の肉体 逢坂はるな（2019年8月16日、マキシング）
- 巨乳セフレ妻と中出し不倫旅行（2019年10月11日、ケイ・エム・プロデュース/BAZOOKA）他出演：新村あかり、飛鳥りん、佐知子
- 柔肌巨乳未亡人 夫の親族に何度も中出しされて…（2019年12月12日、ヒビノ）

### アダルトVR
- 超画質革命!パパ活円光!Hcup豊満ボディの制服J○と真っ昼間のファミレスで愉しむ露出中出しセックス 逢坂はるな（2019年11月23日、こあらVR）
- 超画質革命!イチャイチャ同棲性活♥四六時中Gカップの彼女とハメまくり中出しセックス 逢坂はるな（2019年11月30日、こあらVR）